# كأس الرابطة الوطنية الجزائرية
كأس الرابطة الوطنية الجزائرية لكرة القدم هي بطولة جزائرية لكرة القدم تنظمها الاتحادية الجزائرية لكرة القدم. انطلقت المسابقة في النسخة الأولى عام 1992 ولم تكن منتظمة وبعد ذلك أقيمت ثلاث نسخ قبل أن تتوقف، وألغيت الدورة الأولى في الدور نصف النهائي من نفس السنة. تشارك في هذه الكأس أندية الدرجة الأولى والثانية.

## النتائج
| السنة | البطل                      | النتيجة                    | الوصيف                     |                            |
| ----- | -------------------------- | -------------------------- | -------------------------- | -------------------------- |
| 1992  | ألغيت في الدور نصف النهائي | ألغيت في الدور نصف النهائي | ألغيت في الدور نصف النهائي | ألغيت في الدور نصف النهائي |
| 1996  | مولودية وهران              | 0-1                        | اتحاد عين البيضاء          |                            |
| 1998  | مولودية الجزائر            | 0-1                        | شباب باتنة                 |                            |
| 1999  | مولودية الجزائر            | 0-1                        | وداد تلمسان                |                            |
| 2000  | شباب بلوزداد               | 0-3                        | مولودية وهران              |                            |
| 2021  | شبيبة القبائل              | 2-2 ركلات الترجيح (4-1)    | نجم مقرة                   |                            |

## قائمة الأندية الحاصلة على الكأس
|   | النادي            | عدد البطولات | عدد الوصافة |
| - | ----------------- | ------------ | ----------- |
| 1 | مولودية وهران     | 1            | 1           |
| 2 | مولودية الجزائر   | 1            | 0           |
| 2 | شباب بلوزداد      | 1            | 0           |
| 2 | شبيبة القبائل     | 1            | 0           |
| 3 | شباب باتنة        | 0            | 1           |
| 3 | اتحاد عين البيضاء | 0            | 1           |

## دورة الوؤام الوطني
هي دورة مصغرة جرت سنة 1999 و ضمت 6 أندية.
| السنة | البطل           | النتيجة | الوصيف      |
| ----- | --------------- | ------- | ----------- |
| 1999  | مولودية الجزائر | 0-1     | وداد تلمسان |

## كأس الرابطة الوطنية الجزائرية لفئة الرديف

### نتائج الرديف
| السنة | البطل           | النتيجة         | الوصيف       |
| ----- | --------------- | --------------- | ------------ |
| 2023  | مولودية الجزائر | 1–1 6–5 (ترجيح) | شباب بلوزداد |
| 2024  | شبيبة القبائل   | 2–2 3–0 (ترجيح) | وفاق سطيف    |

### أندية الرديف الحاصلة على الكأس
|   | النادي          | عدد البطولات | عدد الوصافة |
| - | --------------- | ------------ | ----------- |
| 1 | مولودية الجزائر | 1            | 0           |
| - | شبيبة القبائل   | 1            | 0           |
| 3 | شباب بلوزداد    | 0            | 1           |
| - | وفاق سطيف       | 0            | 1           |